# Коле Луна (Терамо)
Коле Луна (итал. Colle Luna) је насеље у Италији у округу Терамо, региону Абруцо.
Према процени из 2011. у насељу је живело 104 становника. Насеље се налази на надморској висини од 121 м.